# Ambrose's Sour Grapes
Ambrose's Sour Grapes è un cortometraggio muto del 1915 diretto da  Walter Wright.

## Produzione
Il film fu prodotto da Mack Sennett per la Keystone Film Company con il titolo di lavorazione Twin Story.

## Distribuzione
Distribuito dalla Mutual, il film - un cortometraggio in due bobine - uscì nelle sale cinematografiche statunitensi il 1º marzo 1915. Copia della pellicola (35 mm positivo) viene conservata negli archivi della Library of Congress.